# Barona (Milano)
La Barona (Barona in dialetto locale, AFI: [baˈruna]) è un quartiere   e  antica parrocchia di Milano posta nella zona sud-occidentale della città, appartenente al Municipio 6  e al NIL n. 46, denominato "Barona". 
In precedenza borgo rurale facente parte dei Corpi Santi di Porta Ticinese, venne annesso con essi al comune di Milano nel 1873.

## Storia

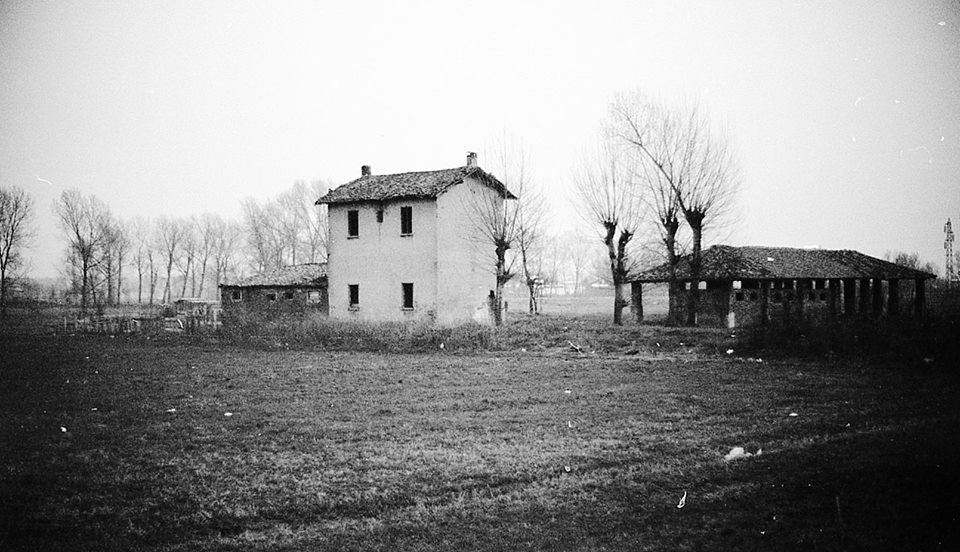
Cascina Boffaloretta alla Barona nel 1972

Prima di entrare a far parte del Comune di Milano nel 1873, formava con altri quartieri il Comune dei Corpi Santi, auspicato durante il periodo del dominio austriaco per decreto di Maria Teresa d'Austria nel 1757 e attuato nel 1782 dal figlio Giuseppe II, che riunì sotto un'unica amministrazione una zona di cascine e borghi agricoli fuori dalle mura di Milano. Il nome deriva proprio dalla caratteristica di essere una zona fuori dalle mura: il divieto di seppellire i defunti entro la cerchia muraria costrinse a deviare questa pratica all'esterno. Anche la sepoltura di santi e martiri avveniva al di fuori delle mura, da ciò deriva Corpi Santi. Si aggiunse il suffisso "di Milano" in corrispondenza della Seconda guerra d'indipendenza. La successiva annessione al Comune di Milano fu nel 1873.

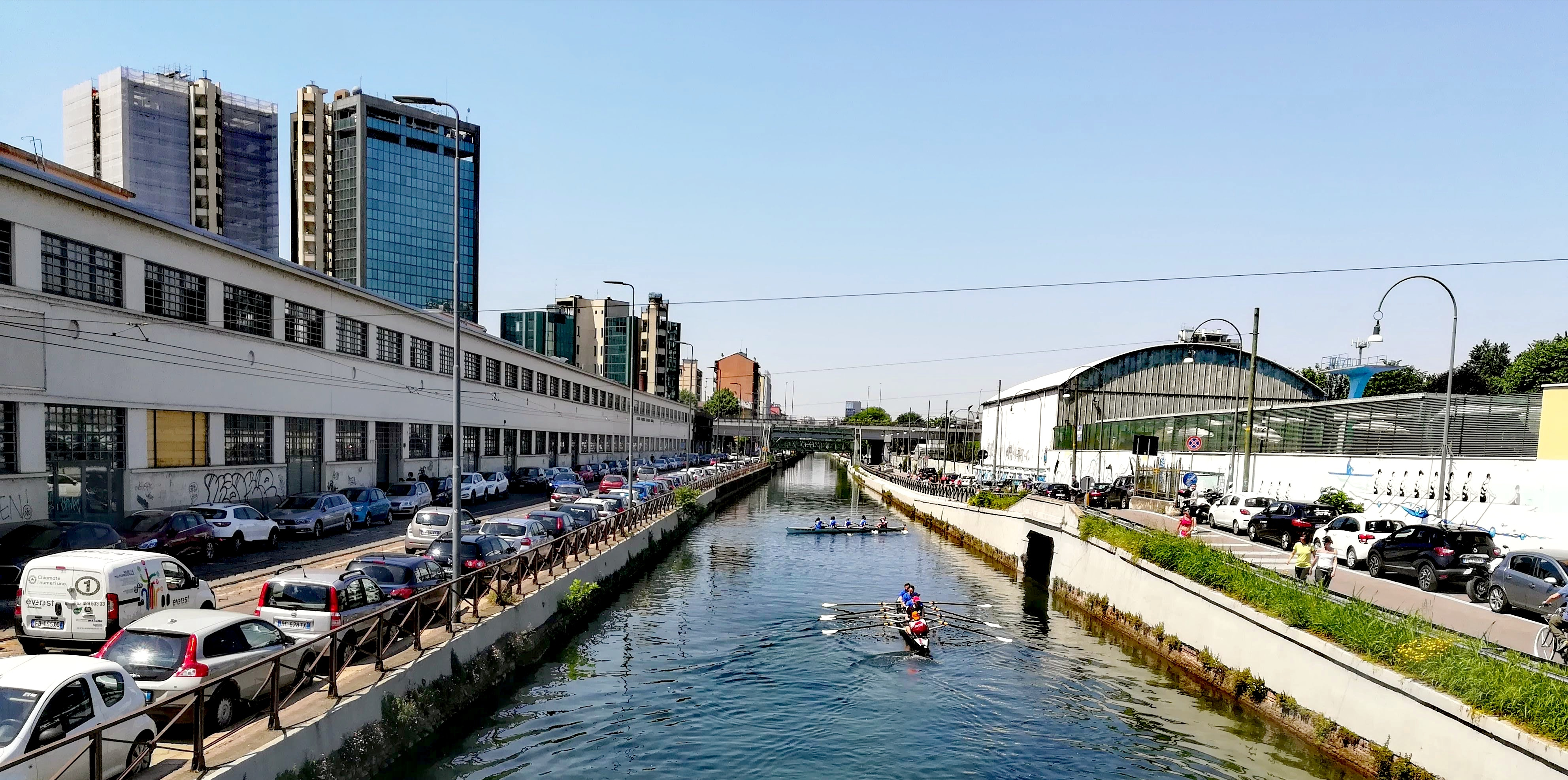
Il Naviglio Grande presso San Cristoforo sul Naviglio, sul confine con il quartiere della Barona.

Per la loro caratteristica sperimentale e per il loro impatto nel quartiere, degne di nota sono le esperienze Barrio's e Villaggio Barona, luoghi di aggregazione ed intervento sociale polifunzionali, e gli orti comunali di Via Danusso. All'interno dei quartiere si trovano l'Ospedale San Paolo, uno dei più importanti di Milano, e l'università privata IULM. Sono presenti anche il Collegio di Milano e un distaccamento del polo di Medicina dell'Università Statale.

## Monumenti e luoghi di interesse
- Santuario di Santa Rita da Cascia, che all'interno custodisce 25 vetrate realizzate dall'artista Amalia Panigati tra il 1954 e il 1971.[8]
- Chiesa dei Santi Nazaro e Celso, presente anticamente in Barona, probabilmente fin dal secolo XIV, benché Cesare Cantù nella sua Grande illustrazione del Lombardo-Veneto la faccia risalire addirittura ai primi anni del Cristianesimo. La chiesa, così come i numerosi fondi agricoli e probabilmente la stessa cascina Barona, apparteneva ai monaci benedettini del Monastero di San Celso, da cui deriva il nome della chiesa stessa;

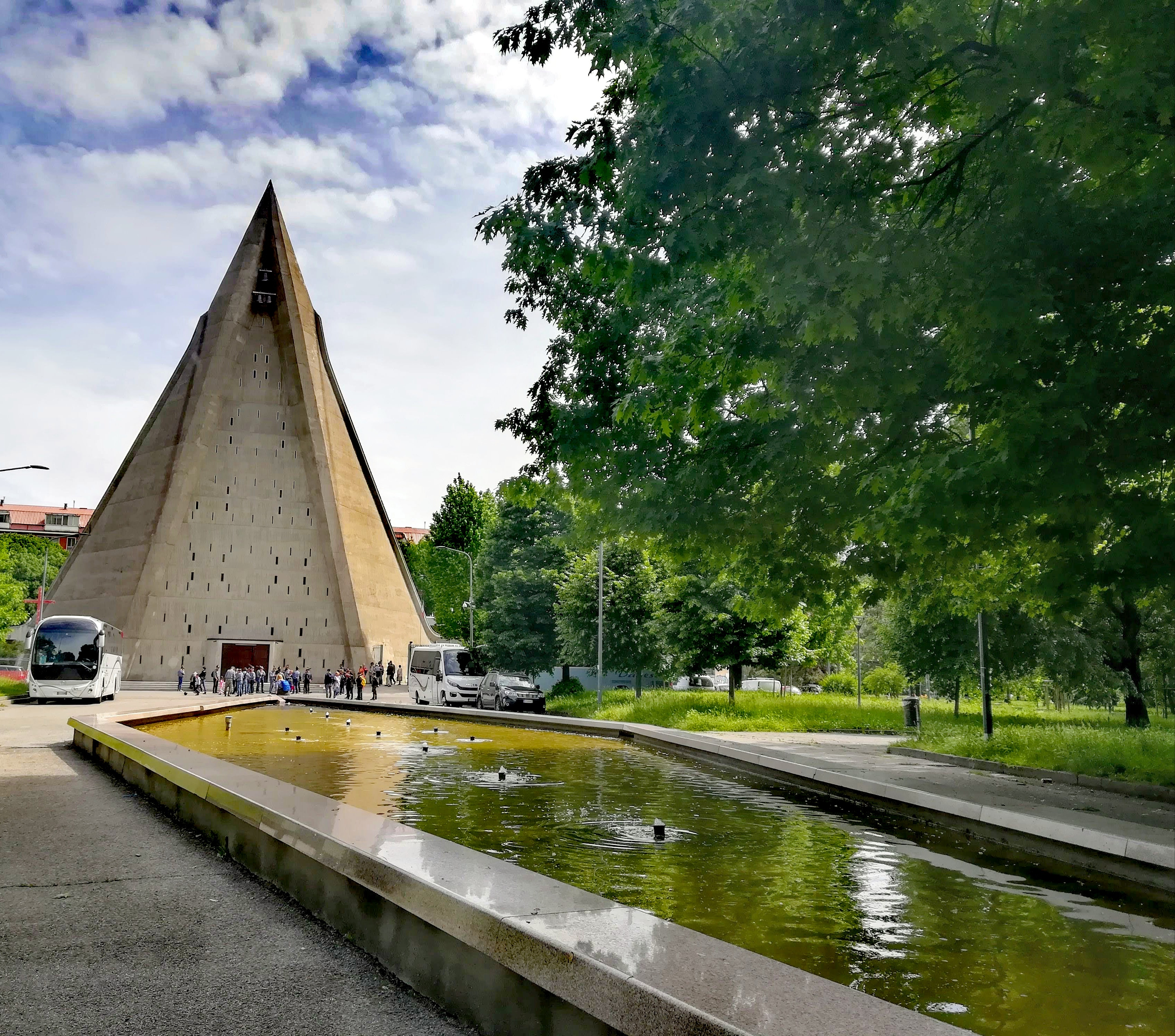
Chiesa di San Giovanni Bono fotografata nel 2019.

- altre chiese di quartiere: Santa Bernardetta, chiesa di San Giovanni Bono, San Gregorio Barbarigo, Santa Maria Ausiliatrice, San Silvestro;
- Chiesa di San Marchetto: chiesa campestre detta anche "San Marco alla Barona", risalente alla metà del Cinquecento;
- Parco Teramo Barona: con l'adiacente ambito delle risaie è un'area agricola di discrete dimensioni, in cui si conservano alcune cascine attive, altre in disuso, oltre a strade di campagna strette e tortuose adatte per le passeggiate e le gite in bicicletta. Le principali cascine sono quelle di San Marco, San Marchetto e San Marcaccio, seguite da Cascina Bassa, Cascina Bazzana Superiore, Cascina di Mezzo, Cascina Corio, Molino Doppio, Cascina Colomberotto, Cascina Battivacco, Cascina Carliona, Cascina Cantalupa, e Mulino della Pace. Fa parte del parco Agricolo Sud Milano anche la Cascina Monterobbio, ormai completamente in zona urbanizzata. Sui terreni adiacenti alla cascina sono stati costruiti il quartiere Sant'Ambrogio e l'Ospedale San Paolo. Dove c'era la Cascina Bianca, demolita, oggi si estende un parco con lo stesso nome, vicino ai ruderi della Cascina Carliona.
- Villaggio Barona: il primo progetto di housing sociale in Italia interamente promosso da risorse private. Di proprietà della Fondazione Attilio e Teresa Cassoni, il Villaggio Barona, con il parco pubblico Giuseppe Sala e la piazza Don Roberto Rondanini, nonché le numerose realtà associative e cooperative che qui trovano sede, rappresenta oggi un presidio di socialità e di cultura per l'intero quartiere.
- Dagli anni cinquanta agli anni ottanta in via Ettore Ponti al nr. 12 ha operato la Co-Ma, azienda di giocattoli. I capannoni sono stati demoliti nel 2000 e restano alcuni edifici già utilizzati dall'amministrazione, ristrutturati, dal lato dei numeri civici dispari.

## Cultura
- Viene nominata anche in Bastavano le briciole, Popolare, Estate in città di Marracash e in gran parte della sua discografia
- Il film Senza filtro, del 2001, è ambientato in questo quartiere
- Nel 2003 è stato prodotto un film indipendente, Fame chimica, con l'intento di raccontare le problematiche della vita giovanile nella periferia milanese. I protagonisti abitano nel quartiere Barona e frequentano la piazza Jurij Gagarin, sebbene nella realtà la piazza non esista e le riprese siano state realizzate in piazza Luigi Capuana a Quarto Oggiaro[9]
- Nel marzo 2008 viene girato in questo quartiere il videoclip del singolo Badabum Cha Cha di Marracash, rapper cresciuto in questa stessa zona[10]
- Probabilmente il film più significativo girato negli anni sessanta è I girasoli, con protagonisti Sophia Loren e Marcello Mastroianni. Alcune scene sono state girate all'interno di un appartamento del quartiere S. Ambrogio I e attorno alla chiesa a forma di tenda di San Giovanni Bono
- Nel 2012 viene girato in questo quartiere il video clip del singolo Ragazzo della piazza dei Club Dogo feat Ensi

## Infrastrutture e trasporti
- Famagosta
- Romolo
- Romolo (linea S9)

Nei pressi della stazione MM2 - linea verde Famagosta è presente un grande parcheggio di interscambio gestito da ATM.
Il quartiere è attraversato dalle linee di autobus urbani 47, 74 e 71 della società ATM, ma soprattutto funge da capolinea alle linee 95 e 98 (prima effettuate dalla sola linea 95), che attraversano rispettivamente le intere zone sud e ovest della città